# 大貝獣物語 THE MIRACLE OF THE ZONE
『大貝獣物語 THE MIRACLE OF THE ZONE』（だいかいじゅうものがたり ザ・ミラクル オブ ザ・ゾーン、略称、MOZ）は、天田印刷加工から発売されていたトレーディングカードゲーム。販売元はフューチャー・ビー。ナムコ（後のバンダイナムコゲームス）&ハドソンから発売されていたコンピュータRPG、『貝獣物語』から『大貝獣物語』の流れを汲んだカードゲームである。1997年頃から発売されていた。
後継のミラクルVマスターへと引き継がれる形で、新シリーズおよび公式大会の開催が行われることはなくなった。
2022年9月、プレミアムバンダイで復刻販売が告知されている。

## 概要
召喚師カードの上、右、左側に召喚獣カードを、下側に補助カードを設置して、互いの強さ（合計パワー）を競う。自分の使う召喚士が勝利するごとに勝利ポイントが加算され、そのポイントが50を上回ると勝利となる。
一見、弱いカードだらけに見えても、コンボによる逆転や、SPカードによる更なる逆転と相殺、補助カードによる攻防など、カードの効果を使った逆転（奇跡）に主眼が置かれている。そのため、互いに自分の手を進めながら相手に攻撃、または相手からの攻撃を防御する必要があり、大味でありながら、細やかな心理戦も必要とされる。
タイトルの通り、貝獣物語シリーズのキャラクターが多くはないが登場する。また、『コミックボンボン』誌上で公募されたキャラクターをこの手の企画としてはかなり多数カード化しているのが特徴的で、特に召喚獣カードでは全体の3、4割に上る。なお、各カードにはキャラクターを応募した人の名前が「創造主」として記載されている。このカードゲームを題材とした漫画「召喚王レクス」に登場するキャラクターも、正式に使用できるカードとして存在する。

## カードの種類
カードは大きく分けて4種類に分けられる。それぞれ、別大陸のカードとして設定されている。これらのカードは裏側までデザインや配色が異なるため、混ぜて使うことはできない（一部例外あり。後述参照）。
グリフ編
グリフワール大陸のカード。最初に出たカードで、裏面の色は茶色。最も長く使われているため、全体的にバランスがとれた使いやすいカードが多い。
モゴラ編
モゴラ大陸のカード。二番目に出たカードで、裏面の色は黒色。ガード能力に長けている。
コスモ編
コスモ地方のカード。三番目に出たカードで、裏面の色は青色。軍団が大幅に増え、それらに特化している。また、新たに宇宙属性が登場した。
メトロ編
地底世界メトロのカード。日本では最後に出たカードで、裏面の色は赤色。コスモ同様、軍団が多く、軍団が一致すれば、召喚師のみグリフ、モゴラ、コスモとも一緒に使える（その際、デッキはメトロのカードを使用、召喚師は制約が無くても軍団のみで構成しなければならない）。また、新たに電気属性や、一桁のパワー数値の召喚獣、2属性召喚獣、一方向に5属性が表記された召喚師カードが登場した。
ネオス編
香港のみで発売されたカード。ネオスはメトロ編のある召喚師カードに1000年先の世界と記述されている。
なお、この項では現在ネオス編についての詳細は記載していない。
以下のカードはルール上、分類されているカードである。

### 召喚師カード
召喚師としてのレベル、抜き手スピード、特殊能力、＋補正、性別、年齢、召喚属性マークが与えられている。召喚師は召喚属性マークに応じた召喚獣しか召喚できない。基本的にレベルの高い召喚師の方が強力である。特出したメリットを持っている召喚士には、逆に特徴的な弱点が存在することも多い。デッキには低レベルな召喚師が必須で、高レベルな召喚師には枚数制限が課せられている。

### 召喚獣カード
属性、サブ属性、パワー、特殊能力が与えられている。パワーが低い代わりに強力な特殊能力を備える召喚獣や、トリッキーな特種能力を持つ召喚獣など、個性は様々である。

### 補助カード
ヘルプカード
召喚士とその召喚獣を補助するカード。召喚獣カードがコンボの要件を満たしていても、このカードが出ていないとコンボは成立しない。
チェンジカード
召喚士の召喚属性マークを変更できる。召喚獣とセットで使用する。
リバースカード
墓場（ホール）から召喚獣を復活させることができる。ホールの召喚獣とセットで使用する。
スペシャルカード
最後のSP勝負で使用するカード。天災系、悪魔の所業、天の奇跡は、他のスペシャルカードに優先して効果が発揮される。
双方ともに同じカードを出すと、効果が相殺される。
スペシャル&ヘルプカード
スペシャルカードとしてもヘルプカードとしても使用できるカード。

## 基本的な遊び方
事前準備
二人のプレイヤーで対戦を行う。プレイヤーは「5人の召喚士カード」と、「50枚の召喚獣・補助カード」で構成されたデッキを用意する。後者の50枚がゾーン（山札）となる。なお、デッキには同じカードおよびパラレルカード（番号が同じでAやB等がついているカード）を複数枚入れることができない。
まず各対戦で使用する召喚士の順序を決める。最初に使用するカードが上になるように、カードを裏返しにして置く。
次に互いのゾーンをシャッフルし終えたら、自分のゾーンから手札を7枚ドローする。
対戦開始
互いの召喚士を一人ずつ出し、先攻・後攻を決める。召喚士ごとに決められている抜き手が大きい方が先攻となる（抜き手が同じ場合は、ジャンケンで決定される）。
先攻から交互に、ゾーンからカードを1枚ドローし、手札から召喚獣を召喚する、もしくは補助カードを使用する。なお、設置場所は召喚士カードの上、右、左側に召喚獣カードを、下側に補助カードである。召喚士には召喚可能な属性を表したマークがあり、これと召喚獣の属性が合わない召喚獣カードは召喚することができない。カードのあり互いに3体の召喚獣と、1枚のヘルプカードを使用するまでこれを繰り返す。出せるカードがない場合、何らかのカードを裏返しにした状態で出す。
この時点で、ひとまず互いのパワーを比較する。召喚獣3体のパワーの合計値、召喚士の能力による補正、互いの補助カードによる補正により、双方のパワーが求まる。このパワーの多い召喚士が勝利を治める。
ただし、MOZではコンボ（ポーカーでいう役）を完成させた場合、パワーに関わらずコンボを完成させた側の勝ちになる。互いにコンボを完成させていた場合、より強いコンボを揃えた側の勝ちになる。同じ強さのコンボを互いに揃えた場合は、コンボが完成していない時と同じく、パワーの大きい側の勝ちとなる。
最後に双方のプレイヤーに対して、スペシャル(以降、SP)カードを使用するチャンスが与えられる。SPカードを使用するかどうかは任意である。使用するかどうかは、現時点で負けているプレイヤー（このまま互いに何もしなければ負ける側）が先に使用するかどうかの意思を表明しなければならない。SPカードを使用する場合は、互いに手札からSPカードを選び、同時に使用する（効果は先攻から現れる）。SPカード使用時に互いが同じカードを使用した場合は、効果が相殺され無効化される。SPカードを使用することにより、逆転を狙えるばかりか勝利ポイントの底上げも狙えるが、SPカードを出す際はゾーンからカードをドローできないので手札が減るリスクも負う。
勝敗の決定
勝利ポイントは、召喚士を除いた場に出されているカード（双方のを含める）の総数（1枚1ポイント）×コンボの倍率で求まる。この勝利ポイントを50集めたプレイヤーの勝利となる。引き分けの場合には勝利ポイントは保留され、次の勝者が獲得することになる。ただし保留ポイントは、コンボによって倍化されない。
こうして一人目の召喚士の出番が終わったら、二人目、三人目と勝負を進めていく。勝負が終わるごとに使用されたカードは、召喚士を除いて墓場（ホール）に送られる。出番を終えた召喚士は表向きに待機させられる。五人の召喚士が戦っても決着がつかない場合、互いにまた召喚士の順番を決め、勝負を続行する。

## コンボの種類
優先順位の低い順に記述する。
フラッシュコンボ
召喚獣の属性が全て同じである場合に、勝利ポイントを2倍にする。
アニマルコンボ
召喚獣のサブ属性が全て（獣）（魚）（鳥）（虫）のいずれかである場合に、勝利ポイントを3倍にする。
ハリケーンコンボ
召喚獣のパワーが全て同じ場合に、勝利ポイントを4倍にする。
セクシーコンボ
召喚獣のサブ属性が全て（女）である場合に、勝利ポイントを4倍にする。
貝獣コンボ
召喚獣の属性が全て（貝）である場合に、勝利ポイントを4倍にする。
ドラゴンコンボ
召喚獣のサブ属性が全て（竜）である場合に、勝利ポイントを4倍にする。
マッスルコンボ
特定のカードを使用し、召喚獣のサブ属性が全て（男）である場合に、勝利ポイントを4倍にする。優先順位はドラゴンコンボと同位。
フラッシュハリケーンコンボ
召喚獣のパワーと属性が全て同じである場合に、勝利ポイントを5倍する。
100ドラゴンコンボ
召喚獣のサブ属性が全て（竜）であり、かつパワーが全て100である場合に、勝利ポイントを5倍する。
マイナスハリケーンコンボ
召喚獣のパワーが全て-100である場合に、勝利ポイントを6倍する。
貝竜コンボ
召喚獣の属性が全て（貝）であり、かつサブ属性が全て（竜）である場合に、勝利ポイントを6倍する。

## 特殊なカード
MOZには一部、特殊なルールが適用されるカードが存在する。この項目ではそれらのカードについて説明する。
天災
このカードが出された時点で、その召喚士の戦いは強制的に引き分けにされる。
シェルター等、専用のカードでのみ防ぐことができる。
シェルター
唯一、天災を防ぐことができるカード。
シェルターと同等の能力を持つカードに、コスモバリア等がある。
悪魔の所業
相手召喚士・召喚獣の能力、ヘルプカード、スペシャルカード、スペシャル&ヘルプカードの効果を無効にする（回復不能の効果を除く）。
相手が天災を出したときは無効化される。
天の奇跡
召喚獣のブロック等、相手に妨害されていた効果を回復できる（回復不能の効果を除く）。
悪魔の所業や天災からの効果は回復できない。
SP封じ
相手のスペシャルカードを封じる特殊な召喚獣。
通常のカードではブロックできず、SP封じをブロックする専用のカードを使わない限り、この効果は無効化できない。

## 枚数制限
一部のカードには、同等の効果のあるカードについて枚数制限が課されている。

### 召喚師
Lv.1 - 2、Lv.3 - 4
どちらも最低1人ずつは選出しなければならない。
Lv.5、Lv.6、Lv.7
この中からは、最高1人ずつしか選出できない。
Lv.0、Lv.∞
これらのカードは、カードごとにどう扱うかが示されている。
一般的にLv.0はLv.1、Lv.∞はLv.7と同等に扱われる。
軍団
軍団によってはそれに属する召喚師や指定の召喚師でしか組めないものがある。その分軍団専用カードは強力に設定されている。

### 1枚しか入れることができないカード
天災
大津波、魔導地震、トルネード、ドクロ隕石、アルマゲドン、大沈没が存在する
（無効）
悪魔の所業、銀河の侵略、鬼の所業が存在する
天の奇跡
（無属性）と（封魔の歌）が存在する
送還
召喚獣をホールに送るものとヘルプの場のカードを送るものが存在する
チェンジ
同属性・属性無視それぞれ1枚ずつ。

### 枚数制限のあるカード
SP封じ
2枚までしかデッキに入れることができない。
神の障壁・ブロックマン・銀河の障壁・ガーダー・電磁の塔・ウォール
合わせて3枚までしかデッキに入れることができない。
100パワードラゴン
5枚までしかデッキに入れることができない。
同パワーの召喚獣
12枚までしかデッキに入れることができない。

## 軍団の種類
魔導衆
最初の軍団で、グリフから登場。元々漫画からのキャラクターである。召喚師属性が様々に分かれていて扱うのが難しい。
メトロにも登場し、こちらは主に属性は闇。サブ属性は（黒）。
デッキはバザズーまたは真バザズーという召喚師と魔導衆4人で構成する。
影忍軍
モゴラで最初に登場した軍団。100パワーの専用召喚獣が多い。召喚師カード「コスタ」を妨害する能力を持つ召喚師が多い。また対立関係にあるのか、闇外道を狙い撃ちにした能力のカードが多い。属性は火、森、水。
メトロにも登場し、こちらはパワーを変化させる能力を扱う。属性は火、森、電気。サブ属性は（忍獣）。
闇外道
モゴラから登場した軍団。-100パワーの専用召喚獣が多い。対立関係にあるのか、影忍軍を狙い撃ちにした能力のカードが多い。属性は闇、水、黄金。
メトロにも登場し、属性は闇、水、黄金。サブ属性は（黒）。
デッキは魔神ダークという召喚師と闇外道4人で構成する。
剣人党
コスモから登場した軍団。サブ属性（剣）を場に3体揃えることで、様々な効果を使える。召喚師の属性は主に火。属性は火、森。サブ属性は（剣）。
メトロにも登場し、こちらは手札捨てとカード効力による勝利ポイント獲得能力を扱う。属性は火、大地、電気。サブ属性は（剣）。
音師
コスモに登場する軍団。多くの召喚師が専用の召喚属性をすべてAllにするヘルプカードを持っているのが特徴。また、専用カードとしてSP封じを出されていても出すことができる「天の奇跡（封魔の歌）」と、モゴラまでは一般カードだった「チェンジ（属性無視）」を持つ。属性は光、大地、水、森。サブ属性は（音）。
音師ではないが一緒に組める召喚師にコスモ版ブリズバルト・ガーがいる。
星一族
コスモに登場する軍団。宇宙属性の召喚師と召喚獣がそろっている。サブ属性（星）の召喚獣を揃えることで様々な効果を発揮する。専用カードとして悪魔の所業の上位カード「銀河の侵略」を持つ。属性は宇宙、機械、闇。サブ属性は（星）。
星一族ではないが一緒に組める召喚師に、レオ、コスモグレート、ムーン（ビジターズ）がいる。
ビジターズ
コスモから登場した軍団。星一族と同様、宇宙属性の召喚師、召喚獣が揃っている。相手を妨害する効果を持つ召喚師が多い。属性は宇宙、火、闇。サブ属性は（星）。
メトロにも登場し、属性は宇宙、電気。サブ属性は（星）。
ビジターズではないが一緒に組める召喚師にザ・グレイド・ギャラックがいる。
鬼道衆
コスモから登場した軍団。他の軍団の天をガードする能力を持つ召喚師が多い。また、フラッシュコンボでの倍率を上げる召喚師が存在する。対立関係にあるのか、竜使いを狙い撃ちにした能力のカードが多い。専用カードとして悪魔の所業の上位カード「鬼の所業」を持つ。属性は闇、機械。
メトロにも登場し、こちらでもフラッシュコンボでの倍率を上げる召喚師が登場したので闇の単色デッキになる傾向が強い。属性は闇、サブ属性は（黒）。
デッキは兆鬼という召喚師と鬼道衆4人で構成する。
白魔術師
コスモから登場した軍団。サブ属性（白）を操り、手札増強、デッキ補充、復活等を得意とする。（白）召喚獣にはサブ属性（黒）をガードするものが多い。属性は光、貝、大気、水。サブ属性は（白）。
メトロ編にも登場するが、他の軍団と違いメトロのデッキにコスモの白魔術師を入れることはできない。能力の特徴はコスモと同様。属性は水。サブ属性は（白）。
他の召喚師とも組める。
黒魔術師
コスモから登場した軍団。サブ属性（黒）を操り、相手の手札、デッキを破壊することを得意とする。（黒）召喚獣にはサブ属性（白）をガードするものが多い。属性は闇、森、土。サブ属性は（黒）。
メトロ編にも登場するが、他の軍団と違いメトロのデッキにコスモの黒魔術師を入れることはできない。能力の特徴はコスモと同様。属性は闇、黄金、電気。サブ属性は（黒）。
他の召喚師とも組める。
竜使い
コスモから登場した軍団。サブ属性（竜）を操る軍団。対立関係にあるのか、鬼道衆を狙い撃ちにした能力のカードが多い。
メトロにも登場し、こちらでは（竜）のカードに召喚師が竜使いの時効力を発揮するカードが多い。
他の召喚師とも組める。
獣使い
コスモから登場した軍団。サブ属性（獣）を操る。相手の召喚獣をガードする能力に長けている。属性は火、森、大地。サブ属性は（獣）。
メトロにも登場し、能力の特徴はコスモと同様。属性は火、森、大地。サブ属性は（獣）。他の召喚師とも組める。
虫使い
コスモから登場した軍団。サブ属性（虫）を操る。属性は森、大地。サブ属性は（虫）。
メトロにも登場し、こちらでは相手の勝利ポイントを削る能力に長けている。属性は森、電気、大地。サブ属性は（虫）。
他の召喚師とも組める。
魚使い
コスモから登場した軍団。サブ属性（魚）を操る。相手の勝利ポイントを削ったり自分の勝利ポイントを増やしたりする召喚師が多い。属性は水、大気、光。サブ属性は（魚）。
メトロにも登場し、こちらは相手のデッキのカードをホールに捨てる能力に長けている。属性は水、電気、光。サブ属性は（魚）。
他の召喚師とも組める。
鳥使い
コスモから登場した軍団。サブ属性（鳥）を操る。属性は大気、光、貝。サブ属性は（鳥）。
メトロにも登場し、こちらは手札に（鳥）召喚獣を復活させる能力に長けている。属性は大気、サブ属性は（鳥）。
他の召喚師とも組める。
パグー使い
コスモに登場する軍団。パグーと名の付く召喚獣を操る。召喚師が少数で単独ではデッキが構成できない。属性は貝と宇宙。
他の召喚師とも組める。
人形使い
コスモに登場する軍団。サブ属性（人形）を操る。召喚獣、召喚師共に少数で単独ではデッキが構成できない。専用召喚獣には100パワー化する能力が多い。属性は機械、森、大地。サブ属性は（人形）。
他の召喚師とも組める。
毒々連
コスモに登場する軍団。サブ属性（毒）を操る。相手の勝利ポイントを減らしていく能力に特化している。属性は闇、土、機械。サブ属性は（毒）。
お道化師
コスモに登場する軍団。サブ属性（笑）を操る。コミカルな召喚獣、召喚師が多く、相手を妨害することが得意。属性は無属性。サブ属性は（笑）。
ジゴロ
コスモに登場する軍団。サブ属性（女）を操る。召喚師が少数で単独ではデッキが構成できない。属性は闇、火、水。サブ属性は（女）。
他の召喚師とも組める。
貝賊団
モゴラに登場する軍団。全員貝属性の召喚師である。属性は水、闇、貝。デッキはギルギルと貝賊団4人で構成する。
侍五人衆
モゴラに登場する軍団。属性は火、大地。4人しかおらず、最後の1人はコジローである。よってデッキはコジローと侍五人衆4人で構成する。
電導師
メトロ編で登場。電気属性の召喚獣を操る。電気属性の召喚獣はほとんど電導師か電気の召喚師の時に効力がある。専用カードとしてコスモでは音師のものだった「チェンジ（属性無視）」を持つ。属性は貝、大地、電気。
ウエポンズ
メトロに登場する軍団。サブ属性（武器）を操る。ガード等、相手を妨害する能力に長けている。また、天災を再利用するヘルプカードも特徴的。属性は火、機械、闇。サブ属性は武器。
クロノヴァイス
メトロに登場する軍団。時空犯罪者ということで、サブ属性（時）を操る。相手の召喚師の順番を入れ替えたり、使えなくする等、強力な効果を使える。即勝利カードと、ゾーンとホールを入れ替えるカードも特徴的。属性は闇、機械、電気。サブ属性は（時）。
クロノヴァイスではないが一緒に組める召喚師にメトロ版の真バザズー、魔神ダーク、兆鬼がいる。
T・P（タイムパトロール）
メトロに登場する軍団。サブ属性（時）を操る。クロノヴァイスと比べると、相手の妨害よりも相手の効果に対抗する能力に長けている。即勝利カードと、ゾーンとホールを入れ替えるカードも特徴的。属性は電気、貝、光。サブ属性は（時）。
他の召喚師とも組める。
レクス軍団
メトロに登場する軍団。漫画のキャラクター（『II』の方のパーティー）と一部のオリジナルキャラで構成されている。属性は火、大地、光、貝。
レクス軍団ではないが一緒に組める召喚師にフー（忍の仮面）、フー（灼熱の仮面）がいる。
貝獣軍団
メトロに登場する軍団。貝属性召喚獣を操る。属性は貝、電気、闇。
貝獣軍団ではないが一緒に組める召喚師にひげ仙人、しわ仙人、バブ、クピクピ、ポヨン、パット、ポーチがいる。
パワーズ
メトロに登場する、日本では最後に追加された軍団のひとつ。自分の場の特定の属性とパワー数値を満たす召喚獣をガード不能にする効果を持つ召喚師の集まり。そのため、ハリケーンコンボを得意とする。属性、サブ属性は特になし。
他の召喚師とも組める。
仮面族
メトロに登場する、日本では最後に追加された軍団のひとつ。サブ属性（仮面）の召喚獣を、特定の場の召喚獣と同じサブ属性に変えるという変わった能力を持つ。また、（仮面）召喚獣はガード能力を持っていることが多い。属性は森、機械。サブ属性は（仮面）。
他の召喚師とも組める。
余談だが、ゲーム『大貝獣物語』には仮面族の村が存在する。つまりこの軍団が久しぶり且つシリーズ最後となるゲーム出典のカードである。
字獄組
メトロに登場する、日本では最後に追加された軍団のひとつ。パワー数値1-10の召喚獣とサブ属性（数）を操る。「数コンボ」を唯一使用できる召喚師の集まり。召喚師の名前に何かしらの数字が入っているのも特徴。属性は宇宙、水、闇。サブ属性は（数）。
チェンジャーズ
メトロに登場する、日本では最後に追加された軍団のひとつ。自らの属性を変えることができる召喚師の集まりで、それによって特定属性の召喚師の時に効力を持つ召喚獣を使いこなし戦う。よって属性、サブ属性は特になし。
他の召喚師とも組める。
以下は軍団ではないが、テキスト上のかかわりのある集団である。4人以上のものを記載。
ク家
グリフに登場する一族。ク・ポクタ、その息子ク・ケテラ、ケテラの娘ク・ギル、ギルの婿ゴッツの4人。レベル7が2人いるのでデッキに全員は入らない。
ル家
モゴラに登場する一族。
上からル・フォル、フ・マンティー、ル・パッソ、ル・ウィン、ル・フレイラの5人姉妹と、その祖母ル・ペッパ。
レベルがバラけているので5姉妹だけでデッキが組める。
シェルドラド4姉妹&グレートノーム
グリフに登場。大貝獣物語出典のグレートノームの4人の娘（といっても老婆だが）であるエベル、ミルミー、マージ、コリコットとグレートノームである。
デッキが組めるようレベルがバラバラである。
コスモパトロール
コスモに登場する。ビジターズに対抗した能力が強め。デッキが組める。属性は宇宙、森、大気。
プッペー座
サーカス団。レベル2以下3人とレベル5が1人なのでデッキは組めないが、人形使いやシシムと組み合わせればそれっぽいかもしれない。
レクス軍団？
コスモに登場するレクス軍団のような集団。スターターデッキのひとつでもある。
本物のレクス軍団は漫画「召喚王レクスII」のパーティだが、こちらは無印のパーティーである。

## 関連作品

### コンピュータゲーム
- 『大貝獣物語 ザ・ミラクル オブ ザ・ゾーン』 - 1998年3月5日（ゲームボーイ）※上記のカードゲームをモチーフとしたコンピュータゲーム。
- 『大貝獣物語 ザ・ミラクル オブ ザ・ゾーンII』 - 1999年3月19日（ゲームボーイ）※一作目とのストーリー的な繋がりは無い。

### 漫画
- 『召喚王レクス』（原裕朗/公弥杏捺）